# Dobrinischte

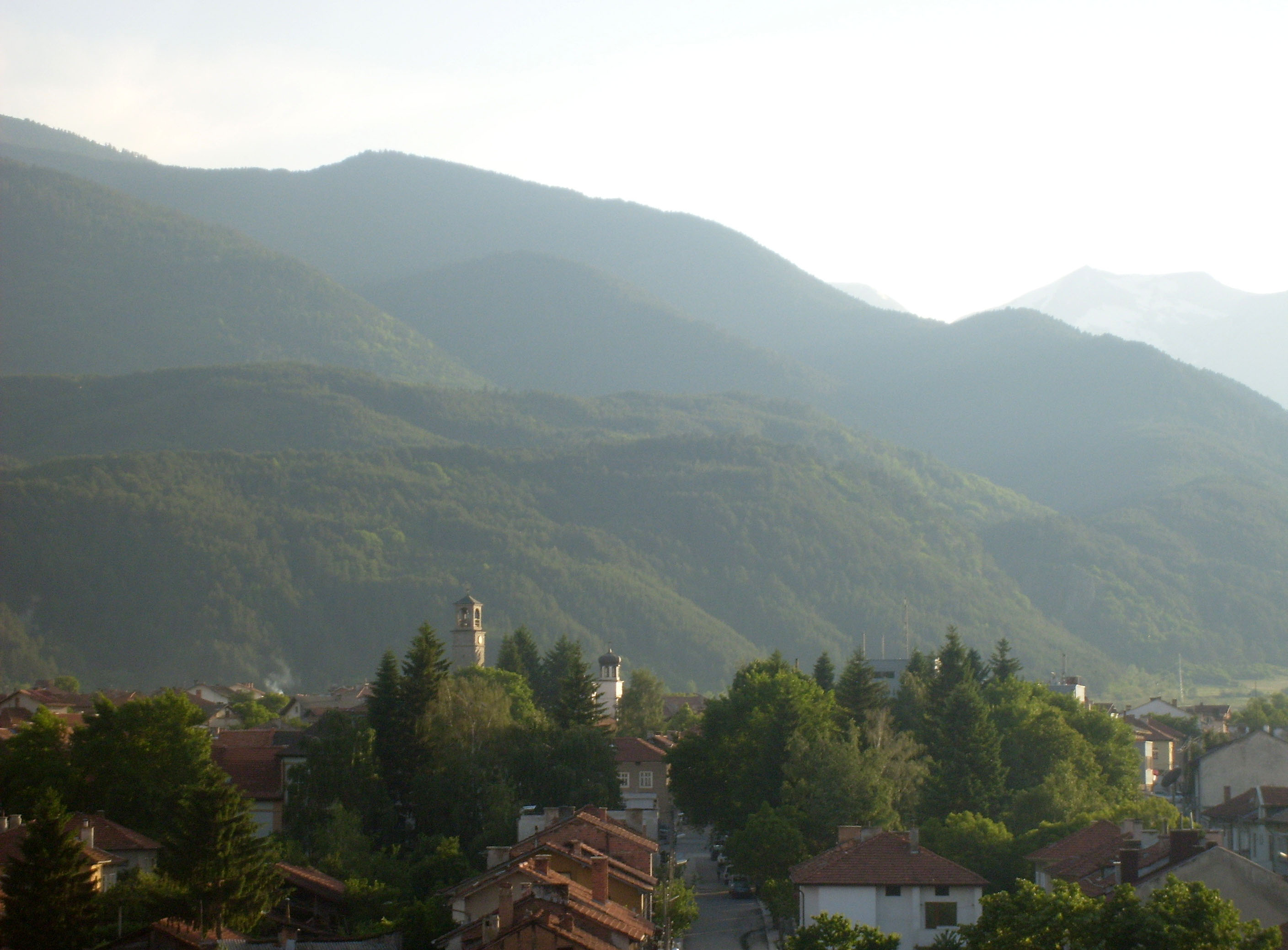
Dobrinischte

Dobrinischte (bulgarisch Добринище) ist ein bulgarischer Wintersportort und Kurort in der Oblast Blagoewgrad im Piringebirge. Dobrinischte liegt gut 5 km östlich des größeren und bekannteren Bansko, zu dessen Gemeinde es gehört.
Die 2723 Einwohner (Stand: Ende 2016) zählende Stadt liegt auf einer Höhe von 850 m. Der Gemeindegrund umfasst 80 km².
Der schon im Neolithikum besiedelte Ort, der zur Osmanenzeit größere Minderheiten von Muslimen, Pomaken und Roma aufwies, hat 17 Mineralwasser-Quellen mit Temperaturen zwischen 30 und 43 °C. Das Quellwasser dient der Behandlung verschiedener Erkrankungen. 
Die Gesamtlänge der Skipisten beträgt sieben Kilometer. Das Skigebiet mit vier verschiedenen Abfahrtsmöglichkeiten mittlerer Schwierigkeit zwischen einer Höhe von 2500 m (Berg-) und 1550 m (Talstation) wird durch einen Doppel-Sessellift erschlossen.
Dobrinischte ist Endstation der schmalspurigen Rhodopenbahn, die außer den Rhodopen auch das Rila-Gebirge durchquert.